# 円盤銀河

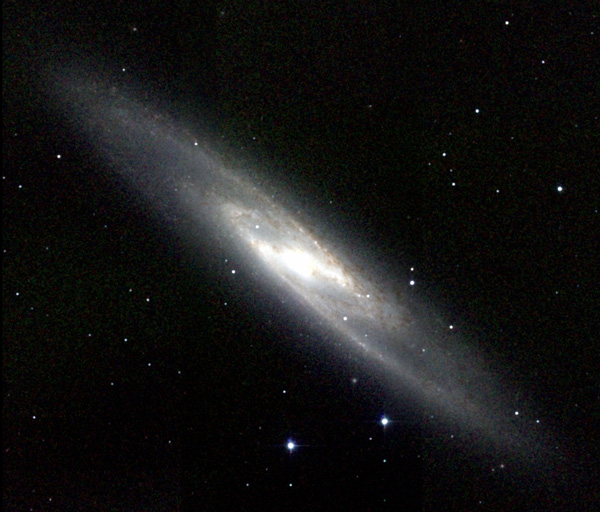
円盤銀河のNGC 253

円盤銀河（えんばんぎんが，英: disk galaxy）とは、円盤構造を持つ銀河の総称。渦巻銀河・棒渦巻銀河・レンズ状銀河を含む。これらの銀河を楕円銀河と対照させて呼ぶ場合の呼称として使われることが多い。
個々の銀河については以下の各項目を参照のこと。
- 渦巻銀河
- 棒渦巻銀河
- レンズ状銀河